# Дегтярёва, Саина Ариановна
Саина Ариановна Дегтярёва (род. 6 ноября 1991) — российская шашистка (международные шашки). Бронзовый призёр личного-командного чемпионата России по международным шашкам среди женщин (2007). Серебряный призёр первенства Европы по международным шашкам среди девушек в основной и быстрой программах. Третье место на турнире «Белые ночи – 2007» (Санкт-Петербург). 
Тренер — Кычкин Н. Н.-мл. и Бырдыннырова М. Н. (МОУ ДОД ДЮСШ №5). Входила в молодёжную сборную России
Выступала за мужской состав клуба Чурапча  на Клубном чемпионате России по международным шашкам 2007  (5 игр).
Получила образование в инженерно-техническом факультете СВФУ.